# Clethra rugosa
Clethra rugosa är en tvåhjärtbladig växtart som beskrevs av Julian Alfred Steyermark. Clethra rugosa ingår i släktet Clethra och familjen Clethraceae. Inga underarter finns listade i Catalogue of Life.